# Heilige Schare van Thebe
De Heilige Schare van Thebe (Oudgrieks: ἱερὸς λόχος , hieròs lóchos) was in het antieke Thebe een militair keurkorps van 300 man waarvan gezegd werd dat het bestond uit 150 homoseksuele koppels.
De verantwoording van zulk een samenstelling zou liggen in het feit dat minnaars met méér gedrevenheid en samenhorigheidsgevoel aan elkaars zijde vechten dan vreemden zonder enige broederband. Plato had dergelijke gedachte reeds geuit in zijn Symposium: "Zou er dus een manier bestaan om een staat of een leger samen te stellen uitsluitend uit minnaars en geliefden, dan zouden ze onmogelijk een betere bestuursvorm voor hun staat kunnen vinden dan door zich te onthouden van alle schande en door onderling te wedijveren om de eer. En laat mensen van dat slag schouder aan schouder ten strijde trekken: met een handvol verslaan zij om zo te zeggen de hele mensheid. Een minnaar zou het immers zeker veel minder verdragen dat zijn geliefde hem zijn strijdpost zag verlaten of zijn wapens wegwerpen, dan wanneer alle anderen daarvan getuigen waren: dan nog liever honderdmaal sterven. En dan wil ik niet eens spreken van het in de steek laten van de geliefde of hem zijn hulp te weigeren in gevaar: zo laf kan niemand zijn of de Minne zelf zou hem tot een bezield kampioen maken, die voor niemand hoeft onder te doen, zelfs niet voor de meest dappere van aard. Ja, letterlijk, wat Homerus zegt, nl. dat de god moed inblaast in het hart van sommige helden, dat doet de Minne uit eigen initiatief in minnende harten. En verder: voor elkaar sterven, daartoe zijn alleen mensen bereid die minnen..." (Plato, Symposium, 178e-179b, in de vertaling van X. De Win). Met deze gedachten legde hij de theoretische grondslag voor de formatie van de Heilige Schare.
De historicus Plutarchus weet te vertellen dat het corps werd ingericht door de Thebaanse bevelhebber Gorgidas die het aanvankelijk evenredig verdeelde over zijn gehele slaglinie, om de andere strijdkrachten tot dapperheid aan te moedigen. Pelopidas zou het corps echter hervormen en gebruiken als een soort persoonlijke lijfwacht, nadat het in de strijd een paar opmerkelijke successen had behaald. Gedurende ca. 33 jaar bleef de Heilige Schare een belangrijk onderdeel in de Griekse infanterie.
Aan de militaire superioriteit van de heilige schare kwam een einde in de Slag bij Chaeronea (338 v.Chr.), waar Philippus van Macedonië en zijn zoon Alexander een einde stelden aan de onafhankelijkheid van de Griekse stadstaten. Omdat Philippus als gijzelaar in Thebe had verbleven, leerde hij hun sterkte en tactieken kennen. Terwijl de andere Griekse strijdkrachten zwichtten voor het Macedonische overwicht, hield enkel de Heilige Schare dapper stand, en sneuvelde op de plek waar zij hadden gestaan. Ze werden begraven in een gemeenschappelijk graf (polyandreíon), dat werd gemarkeerd door een kolossale leeuw.
Volgens Plutarchus zouden zij alle 300 gesneuveld zijn, maar andere schrijvers houden het bij 254 doden, en voor de rest allemaal gewonden. Deze these leek achteraf bevestigd te worden, want tijdens archeologisch onderzoek van hun massagraf vond men welgeteld 254 skeletten, begraven in zeven rijen.